# Denise van Outen
Denise van Outen (nascida Denise Kathleen Outen; Basildon, 27 de maio de 1974) é uma atriz, cantora, dançarina e apresentadora inglesa. É mais conhecida por apresentar o The Big Breakfast, por interpretar Roxie Hart no musical Chicago tanto no teatro West End como no da Broadway e por terminar como vice-campeã na décima série do programa de dança da BBC One Strictly Come Dancing.